# 阿瓦语
阿瓦语（Awa Pit）是厄瓜多尔北部安第斯山西麓土著民族阿瓦人的语言。
阿瓦语一个较为罕见的特征是带有conjunct/disjunct动词人称系统（注意与副词的conjunct/disjunct/adjunct并非同一概念），此类系统常见于一些较保守的汉藏语的创新发展，如阿卡语（部分语言如藏语也曾被认为具有此一系统但今已被否定，相关词缀用言据性等概念解释），在特定场合可被用于指定动词主语的反身性。例如：
1. 他说他（自己）吃肉。
2. 他说（另一个）他吃肉。

两句话中，大多数语言需要通过处理代词来消歧义，但在conjunct/disjunct动词人称系统，可通过指定动词人称来辨义：
1. 他说他﹝吃―主语第三conjunct人称单数表反身﹞肉。
2. 他说他﹝吃―主语第三disjunct人称单数表另指﹞肉。

阿瓦语就是少数此类语言。